# Høgesyn
Høgesyn (norwegisch für Hohe Aussicht) ist eine 2640 m hohe Anhöhe im ostantarktischen Königin-Maud-Land. Im Gebirge Sør Rondane ragt sie am Mefjell auf.
Wissenschaftler des Norwegischen Polarinstituts benannten sie 1973.